# Secta Sònica
Secta Sònica va ser un grup musical de jazz-rock format a Barcelona (Catalunya) l'any 1975 emmarcat dins de la música laietana a partir de Xavier Pérez, Rafael Zaragoza, Jordi Bonell i Víctor Cortina, que foren el nucli més estable de la banda, amb diferents percussionistes. El seu nom està inspirat en la "Secta de la Saviesa Estelar" de Lovecraft

## Formació
- Xavier Pérez, baix
- Rafael Zaragoza, guitarra
- Jordi Bonell, guitarra
- Víctor Cortina, guitarra
- Jordi "Drum-drum" Vilella, bateria

## Discografia
- “Fred Pedralbes” (Edigsa, 1976) amb la col·laboració d'altres artistes com Jordi Sabatés, Lucky Guri, Xavier Batllès que tocava a l'Orquestra Mirasol, entre d'altres. En el que els sons són més progressius, pròxims al rock simfònic, amb tres guitarres solistes.[5]
- “Astroferia” (Edigsa, 1977), un disc més arriscat i experimental que l'anterior on es denoten les diferents inquietuds dels components del grup.